# Кула-Кангри
Кула-Кангри (дзонг-кэ སྐུ་ལྷ་གངས་རི།, вайли Gulha Kangri, кит. трад. 库拉岗日峰, упр. 庫拉岗日峰) — вершина в центральной части Гималаев, высокий пик в 23 км к северо-востоку от Гангкхар Пуенсума (7570 м) и в 4 км к юго-западу от Карджианга (7221 м). Расположена на границе Бутана и Тибетского автономного района КНР. 46-я по высоте вершина в мире и вторая в Бутане.
Массив Кула Кангри состоит из 6 семитысячников, расположенных в районе Тибета Ложанг на центральном гребне Гималаев. На главном трёхкилометровой длины гребне к востоку от главной вершины находятся Кула Кангри II (7548 м) и Кула Кангри III (7384 м). К северо-востоку лежат Карджианг I (7221 м), Карджианг Северный (7196 м) и Карджианг II (7045 м). На расстоянии, особенно с юга, вершины главного гребня напоминают гигантскую вертикально расположенную стену. Для этой местности характерно сочетание жёсткого климата, сильных ветров, низких минимальных и большой разницы суточных температур.
Первовосхождение на Кула-Кангри совершила в 1986 году японская экспедиция под руководством Казумаса Хираи (Kazumasa Hirai).